# Fümmelsee
Der Fümmelsee ist ein künstlicher Binnensee in der niedersächsischen Stadt Wolfenbüttel. Er befindet sich im Stadtteil Fümmelse in unmittelbarer Nähe der A 36. Der See liegt in einem parkähnlichen Areal und wird als Badesee genutzt. Er wurde 1924 vom Wolfenbütteler Schwimmverein von 1921 e.V. erworben, deren Mitglieder den See als Naturbadesee mit weitläufigen Flächen und Liegemöglichkeiten gestalteten.